# Stadion w Lobatse
Stadion w Lobatse (ang. Lobatse Stadium) – piłkarski stadion w Lobatse, w Botswanie. Został otwarty w 2010 roku. Swoje mecze rozgrywają na nim zawodnicy klubów: Gilport Lions FC i Extension Gunners FC. Stadion mieści 20 000 widzów.